# Тяпколово
Тяпколово (рос. Тяпколово) — присілок в Палкінському районі Псковської області Російської Федерації.
Населення становить 11 осіб. Входить до складу муніципального утворення Качановська волость.

## Історія
Від 2015 року входить до складу муніципального утворення Качановська волость.

## Населення
| 2001 | 2002 | 2010 | 2016 |
| ---- | ---- | ---- | ---- |
| 29   | ↘26  | ↘14  | ↘11  |